# Бенґт Цікарскі
Бенґт Цікарскі (нім. Bengt Zikarsky, 17 липня 1967) — німецький плавець.
Бронзовий медаліст Олімпійських Ігор 1992, 1996 років в естафеті 4×100 м вільним стилем. Срібний медаліст Чемпіонату світу 1991 року в естафеті 4×100 м вільним стилем.